# Epilampra mexicana
Epilampra mexicana är en kackerlacksart som beskrevs av Henri Saussure 1862. Epilampra mexicana ingår i släktet Epilampra och familjen jättekackerlackor. Inga underarter finns listade i Catalogue of Life.